# Templo de Tokio
El Templo de Tokio, Japón, (東京神殿) es uno de los templos construidos y operados por la Iglesia de Jesucristo de los Santos de los Últimos Días, y está ubicado en el barrio Minato-Ku de la ciudad de Tokio. Su estilo compacto resultó ser precursor del diseño de los templos de Hong Kong y Manhattan. Es el templo número 20 construido por la iglesia y el número 18 en operaciones de manera consecutiva.
Antes de la construcción del templo en Tokio, los fieles de la Iglesia de Jesucristo de los Santos de los Últimos Días en Japón debían viajar hasta el templo de Hawái en el Pacífico. Un segundo templo en Japón fue construido en la ciudad de Fukuoka en junio de 2000.
El edificio está ubicado en una zona privilegiada de la ciudad, rodeado por sedes de empresas, embajadas y edificios de alto costo. Otros templos de menor tamaño similares al de Tokio incluyen el templo de São Paulo, el templo de Berna y el templo de Hamilton.

## Historia
La decisión de crear una misión en el Extremo Oriente empezó en 1851, durante el establecimiento de pioneros mormones en el territorio de Utah. En 1960 Brigham Young envió a Walter Murray Gibson a Japón como misionero proselitista, pero Gibson se detuvo en Hawái, donde inició una carrera política en la región. En 1871 líderes de Salt Lake City se reunieron con el príncipe Itō Hirobumi en un tren de la Union Pacific. En 1872 líderes de la iglesia incluyendo Brigham Young, el presidente de la Cámara de Representantes John Taylor, y el entonces presidente del Consejo Legislativo Lorenzo Snow, todos autoridades generales de la iglesia, conversaron con miembros de alto rango del gobierno de Iwakura Tomomi mientras estos hacían escala en el territorio de Utah. Muy a pesar de los contactos gubernamentales, la iglesia no tuvo éxito conectando su mensaje restauracionista en Japón.

Somos forasteros en una tierra extraña donde la oscuridad cubre la tierra y densas tinieblas a la gente. Aquí encontramos un pueblo situado de manera diferente a otros que hemos visto y menos propenso a recibir el evangelio.
Hosea Stout, 1853.

En 1888, el cónsul japonés en San Francisco, Koya Saburō, visitó el territorio de Utah, seguido al año siguiente por otro grupo de dignatarios. Siete años después, el Cuórum de los Doce Apóstoles envió autoridades a Koya con instrucciones de abrir una misión proselitista en Japón. El proceso dilató en vista de que la iglesia había asignado a Heber J. Grant, que más tarde fuese el séptimo presidente de la Iglesia de Jesucristo de los Santos de los Últimos Días, en ser el primero en hacer proselitismo en Japón, pero que estaba en dificultades económicas personales que le impedían hacer el viaje a Japón. Al ser resueltos estos, Grant fue enviado a Japón sirviendo como el primer presidente de misión en Japón comenzando el 12 de agosto de 1901. En ese año, cuatro mujeres y tres hombres habían sido bautizados y confirmados como miembros de la Iglesia de Jesucristo de los Santos de los Últimos Días, seis en Tokio y uno en Hokkaidō. Para el 31 de julio de 1925, después de 24 años de labores misionales, se habían bautizado 166 personas a la iglesia en el Japón. La iglesia cerró sus oficinas religiosas en 1924 y para agosto los misioneros fueron extraídos del país. La misión en Japón volvió a abrir en 1948. Seguido la Segunda Guerra Mundial la iglesia compró un terreno con estructuras demolidas por bombas durante el conflicto bélico. En el se construyó una casa misional que luego sería demolido para dar lugar al templo.

## Anuncio
La primera mención de la construcción de un templo en Japón fue hecha por Matthew Cowley, miembro del Cuórum de los Doce Apóstoles, en 1949 durante la dedicación de la sede de la misión SUD en el Este de Asia. Como el comentario de Cowley fue hecho en el mismo sitio donde hoy se encuentra ubicado el templo es considerado por el folclore mormón como un anuncio profético por parte de Cowley. Cowley repetiría su anticipación de un templo en Japón durante una conferencia en abril de 1953 en el Tabernáculo de Salt Lake City.
La construcción de un templo SUD en Japón fue anunciado públicamente por Spencer W. Kimball, el entonces presidente de la iglesia durante una conferencia de área el 9 de agosto de 1975, el mismo año del anuncio del Templo de São Paulo. Para el anuncio del templo había aproximadamente 60 mil fieles registrados en la iglesia en Asia. Tras el anuncio público, la iglesia en ese país buscó un terreno adecuado. Finalmente se decidió construir el templo religioso en un terreno que la iglesia ya poseía y donde se ubicaba la sede de una misión en la ciudad de Tokio. Se adquirieron posteriormente propiedades vecinas, permitiendo una edificación más funcional, así como anexos adicionales para la habitaciones de los obreros del templo y apartamentos para los patrones de grandes distancias. La construcción se inició el 10 de abril de 1978 sin la tradicional dedicación de la primera palada. El templo de Tokio y el templo de París son los únicos dos templos donde no se llevó a cabo una ceremonia tradicional de inauguración.

## Construcción

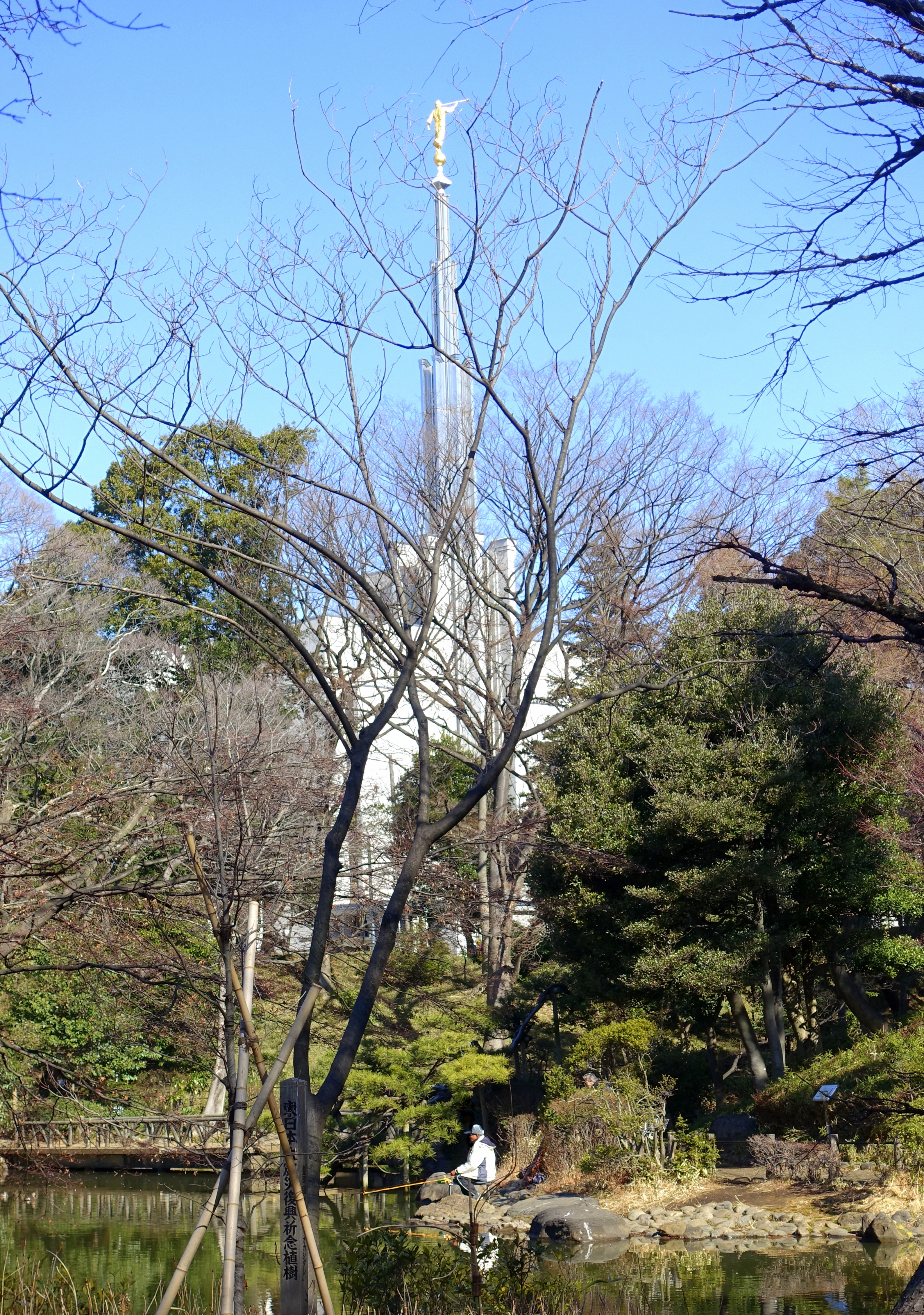
El templo al fondo del Parque de Arisugawa.

El templo de Tokio fue construido de una estructura de acero y concreto armado revestido con 289 paneles de piedra prefabricada, con apariencia de granito gris claro. El templo consta de un sótano y cuatro pisos. Cuenta con dos salones de ordenanzas y un salón celestial ubicados en el cuarto piso. La capilla, cinco altares de sellamiento matrimonial y espacio para trabajadores de las ordenanzas se ubican en el tercer piso. Los camerinos, el cuarto de la novia y la residencia del presidente del templo y su esposa están en el segundo piso. El vestíbulo, las oficinas del templo, el centro juvenil, el alquiler de ropa, la cafetería, la lavandería y el centro de distribución en el primer piso. El baptisterio se encuentra en el sótano así como el área de mecánica para los servicios del edificio.

## Dedicación
El templo SUD de la ciudad de Tokio fue dedicado para sus actividades eclesiásticas en siete sesiones el 27 de octubre de 1980, por Spencer W. Kimball. Con anterioridad a ello, del 15 de septiembre al 18 de octubre de ese mismo año, la iglesia permitió un recorrido público de las instalaciones y del interior del templo al que asistieron más de 48,000 visitantes. Unos 7500 miembros de la iglesia e invitados asistieron a la ceremonia de dedicación, que incluye una oración dedicatoria.

## Características
El Templo de Tokio está ubicado en una de las zonas residenciales más lujosas de Tokio frente de la exuberante vegetación del histórico Parque de Arisugawa. El sitio fue escogido por su proximidad a varias escuelas y embajadas. El transporte hasta el templo es excelente, ya que para llegar se requieren sólo cinco minutos a pie desde la estación Hiroo de la línea Hibiya (日比谷線) del metro de Tokio.
El templo de Tokio es una estructura compacta con un estacionamiento subterráneo, una característica peculiar entre los templos SUD. El templo tiene un total de 4.885 metros cuadrados de construcción, cuenta con dos salones para las ordenanzas SUD, donde los devotos hacen convenios en los que se reconoce que Jesús es el Cristo, y se promete abarcar la totalidad de sus leyes y principios y cumplir con las ordenanzas del evangelio, así como cinco salones de sellamientos matrimoniales. 
La estructura del templo siguió protocolos de seguridad que hacen de él una de las construcciones más seguras en Tokio. El edificio se apoya sobre pilotes de concreto reforzados de acero cavados sobre tierra firme. El exterior del templo es de granito reforzado recubierto con 289 paneles de piedra que se asemejan a granito blanco.

### Pináculo
Una de sus tareas más difíciles a las que tuvo que hacer frente la ingeniería estructural fue el pináculo central del templo. Al igual que el resto del edificio, tuvo que ser construido para resistir los azotes de un terremoto y los extremos factores estresantes relacionados con los cambios de presión del viento durante posibles condiciones de un tifón. La torre fue construida en partes que más tarde se ensamblaron hasta su altura actual de 56 metros.
La construcción de pináculo central del templo de Tokio planteó otros desafíos. Originalmente fue diseñado para ser de un esmalte de porcelana, un material muy adecuado para resistir los efectos de los contaminantes del aire que son comunes en las grandes ciudades industriales. Cuando se descubrió que la porcelana necesaria no estaba disponible en Japón, el material alternativo elegido fue un acabado satinado de acero inoxidable, el único metal que no se ve afectado por las propiedades corrosivas de los contaminantes del aire.
El pináculo se instaló sin la hoy tradicional estatua de Moroni. El 10 de diciembre de 2004, se agregó una estatua dorada del ángel Moroni a la aguja del Templo de Tokio. El 23 de julio de 2005, un terremoto de magnitud 5,9 sacudió Tokio e hizo que la trompeta en la mano de la estatua de Moroni cayera al suelo. El templo no sufrió daños importantes.

## Anexo
El templo se ubica a un costado de un edificio anexo que comenzó a funcionar en 1980 y albergaba el Centro de Capacitación Misional de Japón, así como un espacio de alojamiento para los visitantes del templo de larga distancia. En 2017 el edificio anexo fue derribado y vuelto en un lote grande con un garaje de estacionamiento. En enero de 2021, se completaron las estructuras del anexo. Los dos primeros niveles del sótano contienen un estacionamiento. El primer piso del sótano está equipado con viviendas para visitantes del templo, un Centro de Historia Familiar y un centro de distribución. El Primer y Segundo Piso están equipados con capillas, salón de usos múltiples y aulas amplias; un conjunto de espacios que pueden albergar hasta cinco congregaciones dominicales. En la actualidad, el Barrio 1 de Tokio y el Barrio 2 de Tokio (ambos de habla inglesa) de la Estaca Tokio Sur, y el Barrio Shibuya de la Estaca Musashino asisten en el anexo del templo. El segundo piso también tiene un espacio de salón de clases similar, así como planes para una oficina misional. En el tercer piso, hay espacio disponible para oficinas de estaca y obispados. El tercer y cuarto piso albergan las oficinas del Área Asia Norte.

## Distrito del templo
Para el tiempo de su dedicación, el templo en Japón servía a los miembros SUD en las Filipinas, Taiwán, Corea y Hong Kong. El templo de Tokio es ahora usado por miembros repartidos en estacas afiliadas a la iglesia en Japón. Al templo, por su cercanía a las comunidades, también asisten miembros provenientes de Asahikawa y otras ciudades de Hokkaidō, Chiba y otras ciudades de la prefectura, Kanazawa, Kōbe, Kioto, Machida y otras ciudades en Tokio, Nagoya, Naha y otras ciudades de la prefectura de Okinawa, Osaka, Saitama y otra ciudades de la prefectura, Sendai, Shizuoka y Yokohama.

## Pandemia 2019
El 25 de marzo de 2020 la iglesia solicitó el cierre de todos sus templos como respuesta preventiva a la Pandemia de COVID-19. En mayo de ese año la iglesia aprobó la apertura de 17 templos a nivel mundial para realizar matrimonios por personas vivas, prohibiendo para entonces todas las ceremonias a favor de ancestros fallecidos incluyendo el bautismo por los muertos. Otros templos fueron abriendo durante el mes subsiguiente llegando a 93 templos en junio de 2020. El templo de Tokio había entrado en etapa de remodelación desde 2017, anticipando completarse en 2020. La pandemia mundial obligó detener las obras finales de remodelación hasta noviembre de 2021 cuando el templo y sus obreros volvieron a sus labores en fase 3 de apertura. La iglesia realizó la casa abierta del edificio en junio de 2022 y la dedicación oficial en julio.